# Niebieski szlak turystyczny Wał Małacentowski – kapliczka świętego Mikołaja
 Niebieski szlak turystyczny Wał Małacentowski – kapliczka świętego Mikołaja – szlak turystyczny na terenie Gór Świętokrzyskich.

## Przebieg szlaku
| Odległość | Atrakcje | Punkt                       | Skrzyżowania szlaków                                                                              |
| --------- | -------- | --------------------------- | ------------------------------------------------------------------------------------------------- |
| 0,0 km    |          | Wał Małacentowski           | Łagów – Nowa Słupia                                                                               |
| 2,5 km    |          | Lechówek                    |                                                                                                   |
|           |          | Drogosiowa                  |                                                                                                   |
| 5,0 km    |          | Duża Skała                  |                                                                                                   |
| 10,0 km   | kościół  | Bieliny Poduchowne PKS      |                                                                                                   |
|           |          | Bieliny Kapitulne           |                                                                                                   |
| 12,0 km   |          | Podlesie                    | Główny Szlak Świętokrzyski im. Edmunda Massalskiego                                               |
| 14,0 km   | zabytek  | Kakonin                     |                                                                                                   |
| 16,0 km   | kaplica  | kapliczka świętego Mikołaja | Główny Szlak Świętokrzyski im. Edmunda Massalskiego ścieżka edukacyjna „Na przełęcz św. Mikołaja” |

## Galeria

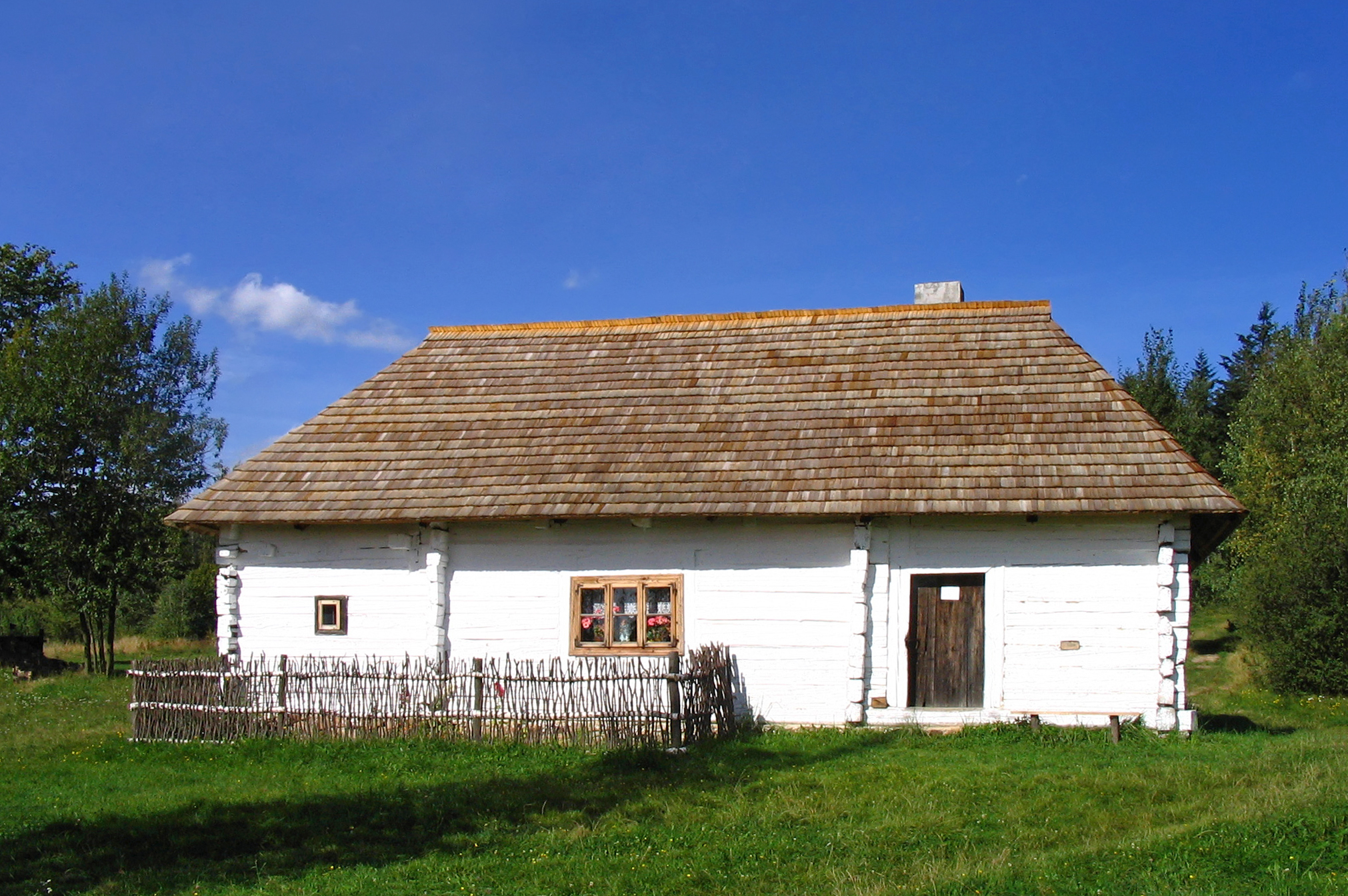
Chata świętokzyska w Kakoninie
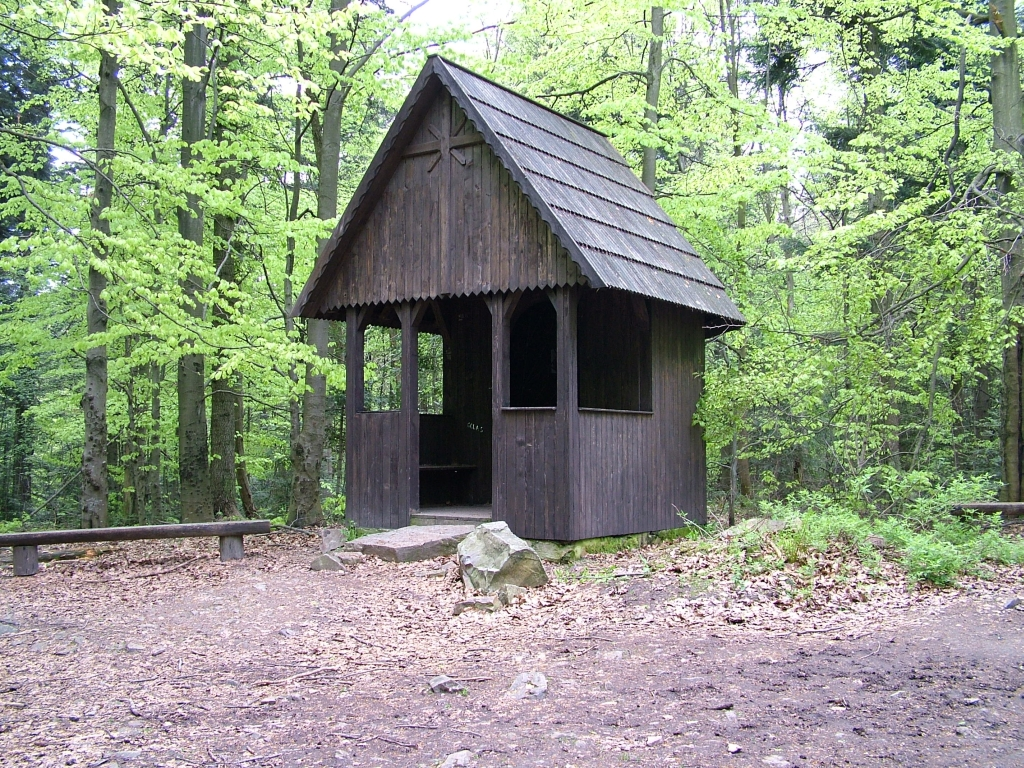
Kapliczka św. Mikołaja